# مزرعة محمد مزيدي (فسارود)
مزرعة محمد مزيدي (بالإنجليزية: Mazraeh-ye Mohammad Mazidi)‏ هي منطقة سكنية تقع في إيران في فارس. يقدر عدد سكانها بـ 55 نسمة .